# Кетрин Зита Џоунс
Кетрин Зита Џоунс (енгл. Catherine Zeta-Jones; Свонзи, 25. септембар 1969) велшка је глумица. Рођена и одрасла у Свонзију, Зита Џоунс је у младости тежила да буде глумица. Као дете играла је у Вест Енд позоришту и то у мјузиклима Annie и Bugsy Malone. Похађала је Уметничку образовну школу у Лондону и то смер музичко позориште, а свој сценски пробој имала је 1987. године када је тумачила главну улогу у мјузиклу 42nd Street. Њен деби на екрану био је не толико успешни француско-италијански филм 1001 ноћ (енгл. 1001 Nights) из 1990, а већи успех остварила је у британској телевизијској серији The Darling Buds of May (1991—1993). Изненађена тиме што је у британским филмовима рекламирана као лепа девојка, Зита Џоунс се преселила у Лос Анђелес.
У Холивуду се етаблирала улогама које су истакле њен сексепил, попут акционог филма Маска Зороа (енгл. The Mask of Zorro) (1998) и филма Клопка (енгл. Entrapment, 1999). Добила је позитивне критике за своје улоге осветољубиве труднице у филму Путеви дроге (енгл. Traffic, 2000) и певачице убице у мјузиклу Чикаго (енгл. Chicago) из 2002. године; за потоњу улогу освојила је Оскара и БАФТА награду за најбољу споредну глумицу. Потом је глумила у високопрофилним филмовима више од деценије, укључујући комедију Заведи ме, разведи ме (енгл. Intolerable Cruelty, 2003), филм Играј своју игру 2 (2004), комедију Терминал (енгл. The Terminal, 2004) и романтичну комедију Без резервације (енгл. No Reservations, 2007). Након тога су уследиле мање улоге пошто се Зита Џоунс вратила на позорницу и глумила остарелу глумицу у представи A Little Night Music (2009), освојивши награду Тони за њу. Зита Џоунс је са прекидима наставила да ради током 2010-их, глумећи у психолошком трилеру Нежељено дејство (енгл. Side Effects, 2013) и акционом филму Опасни пензионери 2 (2013), а глумила је и Оливију де Хевиланд у телевизијској серији Феуд (2017).
Добитница је неколико признања, укључујући награду Оскар, Британску филмску награду (БАФТА) и награду Тони, а 2010. је одликована Орденом Британског царства (скраћено CBE) за своје филмске и хуманитарне подухвате. Подржава разне добротворне установе и акције, и истакнута је јавна личност која подржава брендове. Њена борба са депресијом и биполарним поремећајем била је испраћена и документована у медијима. Удата је за америчког глумца Мајкла Дагласа, са којим има двоје деце.

## Биографија

### Детињство, младост и првобитна позоришна каријера
Рођена је 25. септембра 1969. у Свонзију у Велсу, као ћерка Дејвида Џоунса, власника фабрике слатких производа, и његове супруге Патрише (рођ. Фер), шнајдерке. Отац јој је Велшанин, а мајка је ирског католичког порекла. Име је добила по бакама, Зети Џоунс и Кетрин Фер. Има старијег брата Дејвида и млађег брата Линдона, који је радио као заступник продаје пре него што се упустио у филмску продукцију. Одгајана је у предграђу Мамблс. Пошто је била хиперактивно дете, мајка ју је послала у школу плеса Хејзел Џонсон када јој је било четири године. Школовала се у школи Дамбартон Хаус, приватној школи у Свонзију. Потиче из скромне породице, али се њихово богатство побољшало када су освојили 100.000 фунти на такмичењу за бинго, што им је омогућило да плаћају часове плеса и балета за своју ћерку.
Учествовала је у школским представама од малих ногу и привукла пажњу локалних медија када је својим певањем песме Шерли Баси победила на локалном талент такмичењу. Као део плесне трупе, стално је путовала у Лондон, где је била на аудицијама за улоге у позоришту. Са девет година изабрана је да глуми једну од сирочади у мјузиклу Annie у Вест Енду, а у раним тинејџерским годинама постала је национална шампионка степ плеса. Године 1981. играла је главну улогу у мјузиклу Annie која је извођена у Позоришту у Свонзију. Две године касније, она је играла главну улогу Талуле у представи Bugsy Malone у Вест Енд продукцији. Са 15 година је напустила школу и одлучила да живи у Лондону, како би се у потпуности посветила глумачкој каријери; такође је била заузета јер је наступала на турнеји, изводећи представу The Pajama Game. Описујући своје тинејџерске године у Лондону, она је рекла: „Вратила бих се на аудиције, а затим пресвукла костим или опет навукла нове хулахопке и отишла на нову аудицију. Можда ми је понекад требало два покушаја, али увек сам добијала посао. Схватала сам оно што су они желели”. Завршила је Уметничку  школу у Чизвику у Лондону, похађајући трогодишњи курс музичког позоришта.
Године 1987, када је имала 17 година, изабрана је за другу замену водеће глумице у представи 42nd Street. Током једног од наступа, и главна глумица и њена прва замена биле су недоступне, па су је замолили да игра улогу Пеги Сојер — девојчице из хора која постаје звезда. Продуцент је био импресиониран њеним глумачким способностима па је Кетрин играла ту улогу следеће две године. Њена следећа сценска појава била у Енглеској националној опери у Лондонском Колосеуму 1989, где је глумила Ме Џоунс у представи Street Scene Курта Вејла.

## Каријера

### 1990—1996: Деби на екрану и борбе са каријером
Године 1990. остварила је свој филмски деби у филму 1001 ноћ редитеља Филипа де Брока. Овај француско-италијански филм, снимљен на основу персијске збирке прича Хиљаду и једна ноћ, приказује причу из перспективе Шехерезаде, једне од млада краља Шахријара (Тјери Лермит). Филм није остварио најбољи успех, а према Де Броковој колумни у Дејли телеграфу, филм се „најбоље памти по својим пријатним голим сценама”. Већи успех уследио је када је глумила уз Дејвида Џејсона и Пем Ферис у британској комично-драмској телевизијској серији The Darling Buds of May од 1991. до 1993. године. Серија је заснована на истоименом роману Х. Е. Бејтса, а она у њој тумачи улогу најстарије кћерке породице која живи у британском селу током 1950-их. Серија је у то време била највише оцењена телевизијска емисија у земљи, а она је за своју улогу стекла широко јавно признање; рекла је: „Буквално, са сат времена телевизије, мој живот се потпуно променио. Нигде нисам могла да одем.”
Након кратког наступа као Беатриз Енрикес де Арана у неуспешном авантуристичком филму Кристифор Колумбо: Откриће (енгл. Christopher Columbus: The Discovery) из 1992. године, тумачила је трбушну плесачицу у епизоди телевизијске серије Џорџа Лукаса Хронике младог Индијане Џоунса (енгл. The Young Indiana Jones Chronicles) из 1992. Затим је глумила амбициозну војвоткињу у филму Splitting Heirs (1993), драми режисера Роберта Јанга о двоје деце (Ерик Ајдл и Рик Моренис) који су раздвојени по рођењу. Рецензије за филм биле су негативне, мада је критичар Винсент Кенби из Њујорк тајмса сматрао да је она била „врло забавна”. Године 1994. Кетрин је глумила меланхоличну Еустасију Ви у телевизијском филму Повратак домороца, адаптацији истоименог романа Томаса Хардија из 1878. године, а исте године тумачила је и супругу лика кога је тумачио Лојд Овен у телевизијској ратној драми The Cinder Path. Потом је глумила истоименог главног јунака у биографском филму Катарина Велика из 1995. године. Критичарка Лиса Неселсон из Варајетија сматра да је минисерија „јарко обојена”, али и „шупља”, мада је сматрала да Зита Џоунс „даје одређену грациозност и одлучност њеном лику”. Глумила је прагматичну девојку лика Шона Петрвија у филму Blue Juice (1995) који је промовисан као први британски филм о сурфовању, а кога је критичар Леонард Малтин описао као филм са „површном и предвидљивом” продукцијом.
Изненађена тиме што је у британским филмовима рекламирана као лепа девојка, преселила се у Лос Анђелес. Приметила је: „Подигла се читава бука око тога ко сам и са ким сам и са ким нисам излазила. Била сам само прилично лепо лице и велико попрсје и ништа друго. Људи у послу веровали су оно што су читали о мени. Зато сам одлучила да се одселим и почнем све изнова.” Веровала је да јој је анонимност с којом се суочила у Америци помогла да добије улоге заслужено, а не због свог јавног имиџа. Тако је након доласка у Америку тумачила лик Сале, следбенице зликовца Дракса (Трит Вилијамс) у суперхеројском филму Фантом (енгл. The Phantom, 1996), са Билијем Зејном у насловној улози. Рецензент за Варајети сматрао је да се Зита-Џоунс истиче у свом делу, али је филм генерално лоше прошао код критике и мало је зарадио. Међутим, Си-Би-Есова телевизијска министерија Титаник (енгл. Titanic, 1996) била је боље прихваћена. У њој се појавила уз Питера Галагера и Џорџа Си Скота, а тумачила је главну улогу Изабел Парадин, младе мајке која се бавила ванбрачном афером на РМС Титанику.

### 1998—2000: Холивудски пробој и успех
Стивен Спилберг приметио је Зиту Џоунс у Титанику и препоручио је Мартину Кемпбелу, који је у то време режирао Маску Зороа (енгл. The Mask of Zorro, 1998) за Спилбергову продукцијску компанију. Кембел ју је уврстио као водећу глумицу уместо Изабеле Скорупко, која је била његов оригинални избор за филм. Заједно са са Ентонијем Хопкинсом и Антониом Бандерасом у насловним улогама, филм прича причу о Зороу (Хопкинс), мексичком ратнику који намерава да се освети за смрт своје супруге и нађе изгубљену ћерку Елену. Пронашла је сличности између своје „волатилне” келтске личности и латино темперамента њеног карактера, а у припреми за улогу је вежбала плесање, јахање и мачевање и ишла на часове дикције. Снимање акционих и плесних секвенци, док је носила тешке корсете у влажној мексичкој пустињи, показало се као изазов за њу, али је открила да је искуство било „вредно патње”. Маску Зороа су критичари позитивно оценили и филм је зарадио преко 250 милиона америчких долара широм света. Ова улога се за њу показала као прави пробој па је номинована за МТВ филмску награду за највеће глумачко откриће.
Прво њено издање из 1999. године био је филм Клопка, у којем је, уз Шона Конерија, глумила заводљивог агента осигурања у потрази за лоповом уметнинама. Упркос негативном пријему критике, филм је остварио успех у биоскопима; Џенет Мезлин из Њујорк тајмса сматра да је филм пружио Зити-Џоунс могућност да „покаже своје ’љигаве’ вештине”, и Десон Хоув из Вошингтон поуста позвао је гледаоце да цене сексепил који јој је она унела у улогу. Касније те године Кетрин се појавила заједно с Лијамом Нисоном и Лили Тејлор у филму Поседнуће, обради истоименог филма из 1963. који говори о тиму стручњака који истражују паранормалне појаве у уклетом дворцу. Овај хорор добио је углавном лоше критике, али је ипак добио значајну светску публику. У оштром прегледу, критичар Мик Ласал написао је да „Зита Џоунс изгледа мање као глумица, а више као лепо лице” и да нема ничег „интересантног у томе”.
Након што је тумачила споредну улогу поред Џона Кусака у комедији High Fidelity (2000), глумила је у филму Путеви дроге (енгл. Traffic) Стивена Спилберга (2000). У овом трилеру, који говори о злоупотреби дрога, са Мајклом Дагласом и Бенисиом дел Тором у главним улогама, она је глумила Хелену Ајалу, трудну супругу наркобоса која преузима посао када њен муж буде ухапшен. Иако је Соредберг првобитно написао улогу за мајку двоје деце, променио је исту у улогу труднице на предлог Зите-Џоунс, како би се прилагодио њеној трудноћи. Филм је добио одличне критике и имао велику зараду, а Далас Обзервер је филм описао као „изванредно достигнуће у филмском стваралаштву, лепо и брутално дело”. Едвард Гатмен из Сан Франциско кроникла сматра да се Зита-Џоунс издваја из филмске поставе и назвао ју је „сензационалном” у сцени у којој се она сукобљава са дилером из Тихуане, додајући да „прозрачним уверењем она електрификује тренутак који је могао бити апсурдан”. Филмска постава филма Путеви дроге освојила је награду Удружења филмских критичара за истакнуту поставу, а Кетрин је номинована за награду Златни глобус за најбољу споредну глумицу.

### 2001—2004:Чикагои друге улоге
Романтична комедија America's Sweethearts био је једини филм који је снимила током 2001. године. Тумачила је улогу проницљиве филмске звезде, заједно са Џулијом Робертс, која је глумила њену недовољно самоуверену ћерку. Критичар Роџер Еберт упоредио је филм са мјузиклом Singin' in the Rain (1952), наводећи да први не може да се пореди с другим, али је сматрао да је Зита Џоунс у њеном делу прикладно „хладна и манипулативна”. Следеће године глумила је заједно са Рене Зелвегер као певачица убица у ноћном клубу Велма Кели у филму Чикаго (енгл. Chicago, 2002), који је представљао адаптацију истоименог бродвејског мјузикла редитеља Роба Маршала. Изглед и маниризам свог карактера засновала је на глумици Луис Брукс, а како сценарио није пружио позадинску причу за Кели, она се трудила да кроз „мале ствари и нијансе” ради на томе да што боље пренесе „ватреност и очај” свог лика. Филм и сам њен наступ добили су позитивне критике. Вилијам Арнолд из Сијетл Пост-интелиџенсера сматрао је да је глумица на прави начин одглумила „изврсно статуескну и кучкасту салонску богињу”, а Дејвид Еделстајн из магазина Слејт написао је да Зита Џоунс „има тињајуће поверење које вам одмара мозак од њеног плеса — иако је савршена играчица, са величанственим удовима и доминантним расцепом”, а посебно је похвалио њено извођење песме All That Jazz. Чикаго је зарадио 306 милиона америчких долара широм света и био је добитник Оскара за најбољи филм. За свој наступ, између осталих награда и номинација, освојила је Оскара, награду Удружења филмских критичара и награду БАФТА за најбољу споредну глумицу.
Након успеха у филму Чикаго, позајмила је глас принцези Марини у Синбаду: Легенда о седам мора (енгл. Sinbad: Legend of the Seven Seas, 2003), анимираном филму у којем је Бред Пит давао глас Синбаду Морепловцу. Према њеним речима, овај пројекат ју је привукао како би својој деци пружила прилику да је „чују и стекну осећај о њој на филму”, али је филм у сваком случају био веома популаран и зарадио доста новца. Такође, 2003. године је глумила заједно са Џорџом Клунијем у комедији браће Коен под називом Заведи ме, разведи ме. Филм је остварио велики успех у биоскопима, а глумила је жену која се непрестано разводи и која се заљубљује у адвоката за разводе (Клуни). Пишући за часопис Емпајр, критичар Дејмон Вајз назвао је филм „заслепљујуће ексцентричном комедијом” и навео да се Зита Џоунс показала „задивљујуће способности за причалицу старе школе”. Други рецензенти похвалили су хемију између Клунија и ње.
Године 2004. Стивен Спилберг јој је пришао да глуми несигурну хостесу у комедији Терминал (енгл. The Terminal), филму о човеку (Том Хенкс) који је заробљен на међународном аеродрому ЈФК када му је ускраћен улазак у Сједињене Државе. Спилберг је имао намеру да она игра улогу снажне жене, са рањивошћу у свом карактеру, али критичар А. О. Скот сматра да је он заправо користио њу због „њеног изгледа, а не због лукавости, самоподругљивој духовитости која је њено тајно оружје као комичарке”. Терминал је наишао на добру реакцију публике. Потом је уследила сарадња са Содербергом, када је снимила Играј своју игру 2 (енгл. Ocean's Twelve), наставак његовог филма Играј своју игру (енгл. Ocean's Eleven, 2001), који ју је такође ујединио са звездама попут Клунија, Пита и Робертсове. У продукцији филма, који је сниман у више европских земаља, нашла се у улози Изабел Лахири, агента Еуропола, и лика у кога се заљубљује лик кога тумачи Бред Пит. Пол Клинтон са Си-Ен-Ена напоменуо је да је њена сексуална привлачност умногоме допринела филму. Насупрот томе, Кен Такер из Њујорк магазина тврди да је њен лик сувишан за заплет филма. Упркос подељеном мишљењу критичара, наставак филма је зарадио преко 360 милиона америчких долара широм света.

### 2005—2010: Смањење обима посла и повратак на позорницу
У наставку Маске Зороа, који је понео име Легенда о Зороу (енгл. The Legend of Zorro, 2005), поново је уз Бандераса тумачила улогу Елене. Радња филма постављена је 10 година након првог дела и прати Елену која се бори са брачним животом. За разлику од оригинала, филм није имао добре критике нити је добро прошао у биоскопима. Током 2006. године није имала ниједно филмско издање. Биографски филм о Харију Худинију, насловљен као Death Defying Acts (2007), са Гајем Пирсом у улози Худинија, приказао је као шкотског преваранта који тврди да има психичке моћи. И критика и гледаоци су углавном негативно оценили филм.
Током 2007. године глумила је заједно с Ароном Екхартом и Абигејл Бреслин у романтичној комедији Без резервације, обради немачког филма Mostly Martha (2001). Филм говори о амбициозној куварици чији се живот мења на боље када се, након смрти сестре, код ње пресели њена млада нећака (Бреслин). Припремајући се за свој део, Кетрин је радила у кухињи у њујоршком ресторану Fiamma Osteria. Клаудија Пуиг из Ју-Ес-Еј тудеј сматра да Зита Џоунс „блиста као лик који фино уравнотежује непријатну уздржљивост са симпатичном привлачношћу”, а Роџер Еберт, упркос томе што му се није свидео филм, сматрао ју је „убедљивом” у својој улози. Са укупним бруто зарадом од 92 милиона долара, Mostly Martha је био њен последњи филм у тој деценији који је остварио велику зараду.
Након филма Без резервације, била је знатно мање активна у наредних пет година. Уместо тога, одлучила се да се фокусира на своју породицу и здравље, јер јој је дијагностикован биполарни поремећај, а њени ретки глумачки наступи били су у мањим и мање успешним продукцијама. Преузела је улогу 40-годишње мајке која се заљубљује у младог мушкарца (Џастин Барта) у романтичној комедији The Rebound. Филм је приказиван изван Сједињених Држава у периоду 2009—2010. године, али због финансијских проблема дистрибутера (The Film Development), филм се није приказивао у Америци.
Вратила се на позорницу 2009. године у новој поставци мјузикла A Little Night Music, који је обележио њен деби на Бродвеју. Са радњом постављеном у Шведској током раног двадесетог века, мјузикл прати однос три особе (Зита Џоунс, Ејнџела Ленсбари и Александер Хенсон) током вечере. Зита Џоунс тумачи Дезире Армфелт, стару глумицу, а посебно је привукла сложеност представе, наводећи: „То није једна од оних представа где можете копати мало и изаћи на други крај. Овде можете наставити са копањем и копањем и копањем”. Она није слушала претходне снимке песама у представи пошто је желела да изнесе сопствену интерпретацију. Критичарка Клер Прентис из Дејли телеграфа написала је да је Зита Џоунс у своје извођење песме Send in the Clowns унела „тиху, рефлективну проницљивост”, али је Ема Брокс из Гардијана била критичнија, приметивши да је „са својим лепушкастим гласом, главом која се помера тамо—амо, [она] изгледа као да је дошла на аудицију за школу глуме”. За свој наступ, Кетрин је добила награду Drama Desk за истакнуту глумицу у мјузиклу, као и награду Тони за најбољу глумицу у мјузиклу.

### 2012—данас: Повратак на филм и телевизију
Након трогодишњег одсуства из света глуме, вратила се на екране филмом Lay the Favorite (2012), комедија у којој су глумили Брус Вилис и Ребека Хол, а у којој је глумила љубоморну жену коцкара (Вилис). Критике за филм биле су негативне, а критичарка Бетси Шарки из Лос Анђелес тајмса (енгл. Los Angeles Times) сматрала је да је Зита Џоунс „превише крештава да би била забавна”. У музичкој комедији Rock of Ages, у коме су глумили и Том Круз и Брајан Кренстон, одиграла је улогу религиозно конзервативне супруге градоначелника. Привукла ју је идеја да игра „ноћну мору од жене” и улогу је засновала на политичарки Мишел Бахман; филм је наишао на подељена мишљења критике и није остварио успех у биоскопима. Њено последње филмско издање из 2012. било је Playing for Keeps, романтична комедија са Џерардом Батлером, која се показала као њен трећи неуспех у биоскопима те године.
У 2013. години преузела је водећу улогу у злочиначком трилеру Broken City, глумећи заједно са Марком Валбергом и Раселом Кроуом. Филм прича причу о приватном детективу (Валберг) кога градоначелник Њујорка (Кроу) ангажује да шпијунира своју супругу (Зита Џоунс). Тод Макарти из Холивуд репортера (енгл. Hollywood Reporter) сматрао је да Зита-Џоунс „изгледа као класа сама по себи и лепо игра улогу”, а Лијам Лејси из Глоуб енд Мејла (енгл. The Globe and Mail) приметио је да глумица представља „поштено, мада непристојно, оличење заводнице у четрдесетим”. Међутим, као и у претходних неколико пројеката Зите-Џоунс, филм није био превише гледан у биоскопима и добио је лоше критике. Ово се променило када је по трећи пут сарађивала са Содербергом на снимању трилера Нежељено дејство (енгл. Side Effects, 2013). У главној улози са Ченингом Тејтумом, Џудом Лоом и Рони Маром, она је тумачила мистериозног психијатра који препоручује антидепресив са озбиљним нуспојавама. Питер Траверс наводи да је филм „пакао од трилера, туробан, сјајан и препун изненађења” и сматра да је Зита Џоунс у њему прави „динамит”.
У акционој комедији Опасни пензионери 2 (2013), који је послужио као наставак филма Опасни пензионери из 2010. године, играла је заводљивог руског двоструког агента, заједно са Брусом Вилисом, Хелен Мирен и Мери-Луиз Паркер. Филм, који прати комичне авантуре пензионисаних шпијуна, свидео се Зити-Џоунс због „акције, хумора [и] квалитетне ироније у њему”. Пишући за Холивуд репортер (енгл. Hollywood Reporter), Џастин Лоу напоменуо је да Зита Џоунс „лепо представља комбинацију привлачности и претње руске шпијунке Катје”, а са укупном бруто зарадом од 148 милиона америчких долара, филм је представљао њен најгледанији филм још од филма Без резервације.
Након филма Опасни пензионери 2, још једном је направила паузу, рекавши: „Ако ћу напуштати породицу неко време, било би боље да то буде због улоге коју раније нисам играла, [у противном] радије ћу остати код куће”. Следећи филм у коме је глумила био је Dad's Army из 2016. године, где је глумила заједно са Билом Најтијем и Тобијем Џоунсом. Филм представља британску ратну комедију засновану на истоименом телевизијском ситкому, а Зита-Џоунс је тумачила улогу гламурозне новинарке која извештава о воду британске домобранске војске са седиштем у Волмингтону на мору. Катарина Бреј из Варајетија (енгл. Variety) сматра да је филм „симпатично, али шкрто васкрсење” популарног ситкома и верује да иако Зита Џоунс „у неку руку погађа потребну ноту”, она у филму „нема довољно сцена”.
Вратила се на телевизију 2017. године тумачећи глумицу Оливију де Хевиленд у првој сезони драмске серије Рајана Марфија под називом Феуд, такође позната и као Bette and Joan, а која говори о супарништву између глумица Џоун Крафорд и Бети Дејвис (играли су их Џесика Ланг и Сузан Сарандон). Доминик Петен из Дедлајн Холивуда (енгл. Deadline Hollywood) сматра да је Зита Џоунс „предивно одглумила”, а Соња Сараја из Варајетија похвалила ју је да је заслужна за „најбољи преокрет у емисији”. Незадовољна „неовлашћеном употребом њеног имена и идентитета” у серији, Де Хевиленд, стара 101 годину, тужила је мрежу и продуценте Феуда због упада у приватност и друга права личности. Тужбу је касније одбацио апелациони суд у Калифорнији.
Током 2018. године Зита-Џоунс је глумила Гриселду Бланко, нарко шефицу, у телевизијском филму Cocaine Godmother. Упркос неделима лика, њу је привлачила храброст и способност лика да се истакне у послу у којем доминирају мушкарци. Пишући за ИндиВајр (енгл. IndieWire), Хенх Нгајен је критиковала одлуку да Зита-Џоунс глуми Латиноамериканку, додајући да „она [не само да] није неубедљива, већ је и некако туђа”. Ипак, Зита-Џоунс је касније номинована за најбољу глумицу у телевизијском филму на додели награде Women's Image Network. Потом је играла главну улогу у комично-драмској серији Queen America. Да би глумила лика који има булимију, искористила је своја тинејџерска искуства у интеракцији са плесачима који су патили од поремећаја исхране. У позитивној рецензији, Џен Чени из Валчара (енгл. Vulture) написала је да је „Зита Џоунс увек у свом најбољем издању када је ватрена, а ова улога јој даје мноштво могућности да се пребаци у зверски мод”.

## Друга занимања
Поред своје глумачке каријере, подржава разне добротворне установе и акције. Она је заштитница дневног центра за инвалиде Swansea's Longfields и дала је значајне донације центру. Године 2001. продала је на аукцији одећу коју је носила у филму Маска Зороа (1998) да би прикупила средства за оболеле од сиде у Африци. Године 2005. постала је амбасадорка Националног друштва за спречавање окрутности према деци како би подигла свест о злостављању деце. Такође је подржала друге добротворне организације за децу, између осталих и Међународни центар за несталу и искоришћену децу и Noah's Ark Appeal. Оснивач је и домаћин A Fine Romance, годишњег добротворног програма који помаже прикупљању средстава за Фонд за филмску и телевизијску мрежу, а такође је и један од чланова Фондације Cinema for Peace.
Почетком деведесетих се накратко бавила и певачком каријером. Године 1992. дала је глас глумици Џин Симонс у музичком препричавању Спартакуса (енгл. Spartacus) Џефа Вејна, под називом Jeff Wayne's Musical Version of Spartacus. Три године касније, објавила је свој први сингл, In the Arms of Love, који се нашао на албуму Wayne's Wow!. Потом је 1994. издала дует са Дејвидом Есексом под називом True Love Ways.
Зита-Џоунс је током каријере била рекламна заступница за неколико марки и производа. Године 2002. проглашена је за глобалну амбасадорку козметичке компаније Elizabeth Arden, Inc. Такође, те године потписала је уговор са телефонском компанијом T-Mobile за 10 милиона америчких долара годишње, поставши најбоље плаћена позната личност у то време. Године 2017. Кетрин је лансирала своју линију производа за уређење дома под називом Casa Zeta-Jones. Исте године глумила је у позоришној представи The Children's Monologues, у којој је имала свој монолог као млада девојка која воли математику. Циљ ове представе био је прикупљање средстава за добротворну организацију Dramatic Need која помаже афричкој деци да наставе каријеру у уметности.

## Приватан живот
Успех телевизијске серије The Darling Buds of May (1991–1993) учинио је Зиту Џоунс популарном и познатом у Британији, а њен лични живот од тада је био детаљно испраћен у медијима. Британска штампа је нашироко извештавала о њеним везама почетком деведесетих са телевизијском личношћу Џоном Леслијем, певачем Дејвидом Есексом и поп звездом Миком Хакнелом. Средином 1990-их она је била кратко верена са шкотским глумцем Ангусом Макфадјеном. У интервјуу за Дејли мирор (енгл. Daily Mirror) из 1995. године она је описала свој начин живота: „Пијем, псујем, волим секс”.
Глумца Мајкла Дагласа, који је рођен на исти дан као и она и 25 година старији од ње, упознала на Филмском фестивалу у Довилу у Француској у августу 1998. године, након што јој га је представио Дени Девито. Верили су се 31. децембра 1999, а венчали су се у хотелу Плаза у Њујорку, 18. новембра 2000, након што је Дагласов развод био окончан. Свечану церемонију, која је коштала 1,5 милиона фунти, Би-Би-Си је назвао „венчањем године”. Пар је потписао уговор у вредности од милион фунти са часописом OK! за објављивање слика са догађаја, а остатим новинарима није било допуштено да уђе. Упркос томе, новинари магазина Hello! су прикривено сликали церемонију, а пар је успешно тужио часопис за упад у приватност.
Са Дагласом има двоје деце: сина, Дилана Мајкла (рођен у августу 2000), и кћер, Керис Зиту (рођена априла 2003). Породица је живела на Бермудама до 2009. године, а од 2016. живи у сеоском делу државе Њујорк. Дагласу је 2010. дијагностикован рак језика, а она се суочила са емоционално турбулентним временом; рекла је: „Када се тако заваравате [болешћу], почнете да губите равнотежу — неспавање, брига, стрес”. Ово је био окидач који је довео до депресије и биполарног поремећаја. Лечење је потражила тако што се пријавила у болницу 2011, па опет 2013. године. Због стреса и болести обоје њих, брачни пар је одлучио да живи одвојено од 2013. године, иако нису предузели законске мере када је реч о раздвајању или разводу. Помирили су се 2014. године, а Даглас је изјавио да су „јачи него икад”.

## У медијима
Велики број медија описивао је њену лепоту и сексепил, укључујући магазин Пипл (енгл. People), који ју је 1998. године сврстао на прво место на њиховом списку „Најлепших људи”. Она је наставила да се појављује на списку од 2000. до 2004. године. Часопис Есквајер (енгл. Esquire) ју је 2003. назвао најлепшом женом на планети. У анкети коју је спровела телевизијска мрежа Оу-Ви-Си 2011,  проглашена је најлепшом Британком. Уједињено Краљевство Велике Британије и Северне Ирске је 2010. године одликовало Орденом Британског царства (скраћено CBE) због њеног доприноса филму и због добротворног рада. Године 2019. награђена је Слободом града (енгл. Freedom of the City) родног града Свонзија.
Новинарка Шејла Џонстон из Дејли телеграфа је 2010. године описала Зиту Џоунс као пример „крајњег самооствареног успеха” и која је „непрестано доносила смеле одлуке, и врло лепо се обликовала у заносну звезду која зрачи класичним […] брендом гламура са великих екрана”. Гај Адамс из Индипендента (енгл. The Independent) сматра да је њена личност „скромна и енергична”, али узима у обзир и „челично језгро” у њеној личности ван екрана. Успех у њеним раним холивудским филмовима Маска Зороа (1998) и Клопка (1999) углавном се ослањао на њен сексепил, али касније је била цењена због своје свестраности.
Путања каријере и њен брак са Дагласом били су тема сатире. Једна од епизода сатиричне британске телевизијске емисије Star Stories (2006–2008) из 2006. године била је насловљена Кетрин Зита Џоунс — Њена потрага за самодоказивањем... И такође да пронађе љубав (енгл. Catherine Zeta-Jones—Her Quest to Prove Herself ... And Also Find Love), а која прича њену измишљену животну причу. Говорећи о томе како је медији виде, у интервјуу из 2004. за Ју-Ес-Еј викенд (енгл. USA Weekend) приметила је: „Највећа заблуда о мени је та да сам ја нека врста тврдоглаве, амбициозне особе која ради све што може да добије све што може. Али нисам. Ја сам друштвено веома стидљива.” Штити свој јавни имиџ и пажљиво контролише употребу њеног лика. Као што је поднела тужбу против радњи Хелоу магазина, она је тужила и топлес клуб са седиштем у Невади због коришћења њених слика за оглашавање. Године 2003. славни биограф Клиф Гудвин написао је неовлашћену биографију глумице, под називом Кетрин Зита Џоунс: Биографија (енгл. Catherine Zeta Jones: The Biography), али је објављивање исте одложено на неодређено време након што су њени адвокати запретили да ће поднети тужбе како против против Гудвина, тако и против његовог издавача.

## Филмографија

### Филм
| Наслов                              | Год.  | Улога                    | Режисер(и)               | Напомена | Реф.            |
| ----------------------------------- | ----- | ------------------------ | ------------------------ | --- | --------------- |
| 1001 Nights                         | 1990. | Шехерезада               | Филип де Брока           | Филм на француском језику | [ 164 ]         |
| Christopher Columbus: The Discovery | 1992. | Беатрис Енрикез де Арана | Џон Глен                 | | [ 165 ]         |
| Splitting Heirs                     | 1993. | Кити Фарант              | Роберт Јанг              | | [ 166 ]         |
| Blue Juice                          | 1995. | Клои                     | Карл Пречезер            | | [ 167 ] [ 168 ] |
| The Phantom                         | 1996. | Сала                     | Сајмон Виндер            | | [ 169 ]         |
| Маска Зороа                         | 1998. | Елена Монтеро            | Мартин Кемпбел           | | [ 170 ]         |
| Клопка                              | 1999. | Вирџинија „Џин” Бејкер   | Џон Амијел               | | [ 171 ]         |
| Поседнуће                           | 1999. | Теодора                  | Жан де Бонт              | | [ 172 ]         |
| High Fidelity                       | 2000. | Чарли Николсон           | Стивен Фрирс             | | [ 173 ]         |
| Путеви дроге                        | 2000. | Хелена Ајала             | Стивен Содерберг         | | [ 174 ]         |
| America's Sweethearts               | 2001. | Гвен Херисон             | Џо Рот                   | | [ 175 ]         |
| Chicago                             | 2002. | Велма Кели               | Роб Маршал               | Такође је и певач за саундтрек филма и то на песмама: All That Jazz Cell Block Tango I Can't Do It Alone Class Nowadays/Hot Honey Rag I Move On | [ 176 ] [ 177 ] |
| Sinbad: Legend of the Seven Seas    | 2003. | Марина (глас)            | Тим Џонсон Патрик Гилмор | | [ 178 ]         |
| Заведи ме, разведи ме               | 2003. | Мерилин Рексрот          | Браћа Коен               | | [ 179 ]         |
| Терминал                            | 2004. | Амелија Ворен            | Стивен Спилберг          | | [ 180 ]         |
| Играј своју игру 2                  | 2004. | Изабел Лахири            | Стивен Содерберг         | | [ 181 ]         |
| Легенда о Зороу                     | 2005. | Елена де ла Вега         | Мартин Кемпбел           | | [ 182 ]         |
| Без резервације                     | 2007. | Кејт Армстронг           | Скот Хикс                | | [ 183 ]         |
| Death Defying Acts                  | 2007. | Мери Макгарви            | Гилијан Армстронг        | | [ 184 ]         |
| The Rebound                         | 2009. | Сенди                    | Барт Фројдлих            | | [ 185 ]         |
| Lay the Favorite                    | 2012. | Тулип Хејмовиц           | Стивен Фрирс             | | [ 186 ]         |
| Rock of Ages                        | 2012. | Патрисија Витмор         | Адам Шенкман             | Такође је и певач на саундтреку и то на песмама: Hit Me with Your Best Shot We Built This City                                                  | [ 187 ] [ 188 ] |
| Playing for Keeps                   | 2012. | Денис                    | Габријела Мућино         | | [ 189 ]         |
| Broken City                         | 2013. | Кетлин Хостетлер         | Ален Хјуџс               | | [ 190 ]         |
| Нежељено дејство                    | 2013. | др Викторија Сиберт      | Стивен Содерберг         | | [ 191 ]         |
| Опасни пензионери 2                 | 2013. | Катја Петрокович         | Дин Перисот              | | [ 192 ]         |
| Dad's Army                          | 2016. | Роуз Винтерс             | Оливер Паркер            | | [ 193 ]         |

### Телевизија
| Наслов                             | Год.       | Улога               | Напомена                                        | Реф.           |
| ---------------------------------- | ---------- | ------------------- | ----------------------------------------------- | -------------- |
| Out of the Blue                    | 1991       | Непознато           | Телевизијска епизода                            | [ 194 ]        |
| The Darling Buds of May            | 1991—93.   | Меријет             | Телевизијска серија                             | [ 21 ] [ 195 ] |
| The Young Indiana Jones Chronicles | 1992.      | Маја                | Епизода: "Palestine, October 1917"              | [ 196 ]        |
| The Return of the Native           | 1994.      | Еустасија Вие       | Телевизијски филм                               | [ 197 ]        |
| The Cinder Path                    | 1994.      | Викторија Чапман    | Телевизијска минисерија                         | [ 198 ]        |
| Catherine the Great                | 1995.      | Катарина II         | Телевизијски филм                               | [ 199 ]        |
| Titanic                            | 1996.      | Изабела Парадин     | Телевизијска минисерија                         | [ 200 ]        |
| Saturday Night Live                | 2005.      | Саму себе (домаћин) | Епизода: "Catherine Zeta-Jones/Franz Ferdinand" | [ 201 ]        |
| Феуд                               | 2017.      | Оливија де Хевиленд | Телевизијска антолошка серија                   | [ 202 ]        |
| Cocaine Godmother                  | 2018.      | Гризелда Бланко     | Телевизијски филм                               | [ 203 ]        |
| Queen America                      | 2018—2019. | Вики Елис           | Веб серија                                      | [ 204 ]        |

### Представе
| Представа                 | Год.      | Улога                           | Позориште                     | Реф.            |
| ------------------------- | --------- | ------------------------------- | ----------------------------- | --------------- |
| Annie                     | Непознато | Сироче                          | Позотиште Викторија Палас     | [ 9 ] [ 10 ]    |
| Annie                     | 1981.     | Ени                             | Позориште у Свонзију          | [ 5 ]           |
| Bugsy Malone              | 1983.     | Талула                          | Позориште Њеног величанства   | [ 206 ] [ 207 ] |
| The Pajama Game           | 1985—86.  | Девојка из хора                 | Позориште Хејмаркет у Лестеру | [ 208 ] [ 209 ] |
| 42nd Street               | 1987.     | Пеги Сојер                      | Краљевски театар Друри Лејн   | [ 210 ]         |
| Street Scene              | 1989.     | Ме Џоунс                        | Лондонски Колосеум            | [ 211 ] [ 212 ] |
| Under Milk Wood           | 1992.     | Непознато                       | AIR Studios                   | [ 213 ]         |
| A Little Night Music      | 2009—10.  | Дезире Армфелт                  | Позотиште Волтер Кер          | [ 214 ]         |
| The Children's Monologues | 2017.     | Девојчица опседнута математиком | Карнеги Хол                   | [ 139 ]         |

### Познати глумци са којима је сарађивала
- Антонио Бандерас (Маска Зороа, Легенда о Зороу)
- Том Хенкс (Терминал)
- Рене Зелвегер (Чикаго)
- Ричард Гир (Чикаго)
- Мајкл Даглас (Путеви дроге)

## Награде и номинације
| Год.  | Награда                                    | Категорија                                              | Филм                 | Резултат       | Реф.    |
| ----- | ------------------------------------------ | ------------------------------------------------------- | -------------------- | -------------- | ------- |
| 1999. | Награда Blockbuster Entertainment          | Омиљена нова глумица                                    | Маска Зороа          | Освојено       | [ 215 ] |
| 1999. | Награда Сатурн                             | Најбоља глумица                                         | Маска Зороа          | Номинација     | [ 216 ] |
| 1999. | МТВ филмска награда                        | Највеће глумачко откриће                                | Маска Зороа          | Номинација     | [ 217 ] |
| 1999. | МТВ филмска награда                        | Најбоља борба (поделила заједно са Антониом Бандерасом) | Маска Зороа          | Номинација     | [ 217 ] |
| 1999. | Европска филмска награда                   | Најбоља глумица – По избору гледалаца                   | Клопка               | Освојено       | [ 218 ] |
| 2000. | Награда Златна малина                      | Најгора глумица                                         | Клопка/ The Haunting | Номинација     | [ 219 ] |
| 2000. | Награда Blockbuster Entertainment          | Омиљена глумица – Акција                                | Клопка               | Освојено       | [ 220 ] |
| 2000. | Награда Blockbuster Entertainment          | Омиљена глумица – Хорор                                 | The Haunting         | Номинација     | [ 221 ] |
| 2001. | Награда Screen Actors                      | Истакнута филмска постава                               | Путеви дроге         | Освојено       | [ 222 ] |
| 2001. | Награда Златни глобус                      | Најбоља споредна глумица                                | Путеви дроге         | Номинација     | [ 223 ] |
| 2001. | Награда Blockbuster Entertainment          | Омиљена споредна глумица – Драма                        | Путеви дроге         | Номинација     | [ 224 ] |
| 2001. | Удружење филмских критичара из Чикага      | Најбоља споредна глумица                                | Путеви дроге         | Номинација     | [ 225 ] |
| 2001. | Удружење филмских критичара из Далас-Форта | Најбоља споредна глумица                                | Путеви дроге         | Номинација     | [ 226 ] |
| 2002. | Награда Емпајр                             | Најбоља британска глумица                               | Путеви дроге         | Номинација     | [ 227 ] |
| 2002. | Друштво филмских критичара из Бостона      | Најбоља споредна глумица                                | Chicago              | Другопласирана | [ 228 ] |
| 2003. | Оскар                                      | Најбоља споредна глумица                                | Chicago              | Освојено       | [ 64 ]  |
| 2003. | БАФТА награда                              | Најбоља споредна глумица                                | Chicago              | Освојено       | [ 64 ]  |
| 2003. | Награда Избор критичара                    | Најбоља филмска постава                                 | Chicago              | Освојено       | [ 229 ] |
| 2003. | Награда Избор критичара                    | Најбоља споредна глумица                                | Chicago              | Освојено       | [ 229 ] |
| 2003. | Награда за стандардни вечерњи филм         | Најбоља глумица                                         | Chicago              | Освојено       | [ 230 ] |
| 2003. | Награда СГА                                | Истакнута филмска постава                               | Chicago              | Освојено       | [ 231 ] |
| 2003. | Награда СГА                                | Истакнута споредна глумица                              | Chicago              | Освојено       | [ 231 ] |
| 2003. | Удружење филмских критичара из Далас-Форта | Најбоља споредна глумица                                | Chicago              | Номинација     | [ 232 ] |
| 2003. | Награда Златни глобус                      | Најбоља глумица                                         | Чикаго               | Номинација     | [ 57 ]  |
| 2003. | Удружење онлајн филмских критичара         | Најбоља споредна глумица                                | Чикаго               | Номинација     | [ 233 ] |
| 2005. | Награда Избор критичара                    | Најбоља филмска постава                                 | Играј своју игру 2   | Номинација     | [ 234 ] |
| 2005. | Hasty Pudding Theatricals                  | Жена године                                             | —                    | Освојено       | [ 235 ] |
| 2006. | Награда Избор народа                       | Омиљена глумица                                         | Легенда о Зороу      | Номинација     | [ 236 ] |
| 2007. | Савез филмских новинарки                   | Глумица којој је најпотребнији нови агент               | —                    | Номинација     | [ 237 ] |
| 2010. | Награда Круга критичара                    | Истакнута глумица у мјузиклу                            | A Little Night Music | Освојено       | [ 238 ] |
| 2010. | Награда Drama Desk                         | Истакнута глумица у мјузиклу                            | A Little Night Music | Освојено       | [ 239 ] |
| 2010. | Награда Тони                               | Најбоља глумица у мјузиклу                              | A Little Night Music | Освојено       | [ 240 ] |
| 2019. | Women's Image Awards                       | Actress Made For Television Movie / Mini-Series         | Cocaine Godmother    | Номинација     | [ 241 ] |